# Tour de l'Ain 2018
Le Tour de l'Ain 2018 est la 30e édition de cette course cycliste masculine sur route. Il se déroule du 18 au 20 mai 2018 dans le département de l'Ain, en France, et fait partie du calendrier UCI Europe Tour 2018 en catégorie 2.1. Cette édition est remportée par Arthur Vichot.

## Présentation
Le Tour de l'Ain connaît en 2018 sa 30e édition. Sa place dans le calendrier change cette année : habituellement organisé en août, il a désormais lieu en mai. Ce changement est fait à la demande des organisateurs « afin d'obtenir une couverture télévisuelle. » En outre, selon le directeur de l'organisation Philippe Colliou, « le Conseil départemental de l'Ain, dans le cadre de sa promotion touristique, voit un intérêt à voir passer la course avant la période estivale afin de donner envie aux gens de venir dans le département. »

### Parcours
Ce Tour de l'Ain comprend trois étapes. La première, la plus longue (166,5 km, part de Saint-Vulbas pour arriver à Montrevel-en-Bresse et emprunte un parcours relativement plat. La côte de Pérouges (km 29) est la seule côte référencée de ce premier jour de course. La deuxième étape, entre Saint-Trivier-de-Courtes et Arbent, en compte en revanche six : côtes de Treffort (km 44), du Grand Corent (km 55), de Mérignat (km 81), col du Vieux-Cerdon (km 88), col du Berthiand (km 104), côtes de Matafelon-Granges (km 137) et de Samognat (km 144). Enfin, la dernière étape se déroule dans le pays de Gex. Elle part de Lélex et se termine par l'ascension du col de la Faucille.

### Équipes
Classé en catégorie 2.1 de l'UCI Europe Tour, le Tour de l'Ain est par conséquent ouvert aux WorldTeams dans la limite de 50 % des équipes participantes, aux équipes continentales professionnelles, aux équipes continentales et aux équipes nationales.
| WorldTeams (3)- Astana - Groupama-FDJ - AG2R La Mondiale Équipes continentales professionnelles (7)- Cofidis, Solutions Crédits - Delko-Marseille Provence-KTM - Direct Énergie - Fortuneo-Samsic - Manzana Postobón - Vital Concept - Wanty-Groupe Gobert Équipes continentales (4)- Polartec-Kometa - Saint Michel-Auber 93 - Development Team Sunweb - Roubaix Lille Métropole Équipes nationales (2)- Suisse - Allemagne |
| |

## Étapes
Le Tour de l'Ain est constitué de trois étapes en ligne :
| Étape     | Date   | Villes étapes                      | type                      | Distance (km) | Vainqueur d'étape | Leader du classement général |
| --------- | ------ | ---------------------------------- | ------------------------- | ------------- | ----------------- | ---------------------------- |
| 1re étape | 18 mai | Saint-Vulbas – Montrevel-en-Bresse | étape de plaine           | 166,5         | Hugo Hofstetter   | Hugo Hofstetter              |
| 2e étape  | 19 mai | Saint-Trivier-de-Courtes – Arbent  | étape vallonnée           | 150,9         | Javier Moreno     | Javier Moreno                |
| 3e étape  | 20 mai | Lélex – col de la Faucille         | étape de moyenne montagne | 133,3         | Arthur Vichot     | Arthur Vichot                |

## Déroulement de la course

### 1reétape
Trois coureurs, Isaac Cantón, Dimitri Bussard et Jan Tschernoster, s'échappent en cours d'étape et sont rattrapés. Le peloton se présente groupé Montrevel-en-Bresse, lieu d'arrivée de cette étape. Hugo Hofstetter (Cofidis) y devance au sprint Lorrenzo Manzin (Vital Concept) et Lilian Calmejane (Direct Énergie), et prend la première place du classement général. Passé professionnel en 2016, il obtient ici sa première victoire, à 24 ans. Ce succès arrive après quinze « top 10 », dont cinq podiums, depuis le début de la saison.
| \| Classement de l'étape \| Classement de l'étape \| Classement de l'étape \| Classement de l'étape \| Classement de l'étape \| \| Coureur \| Coureur \| Pays \| Équipe \| Temps \| \| --------------------- \| ------------------------ \| --------------------- \| ---------------------------- \| --------------------- \| \| 1er \| Hugo Hofstetter \| France \| Cofidis, Solutions Crédits \| 3 h 52 min 38 s \| \| 2e \| Lorrenzo Manzin \| France \| Vital Concept \| + 0 s \| \| 3e \| Lilian Calmejane \| France \| Direct Énergie \| + 0 s \| \| 4e \| Dylan Page \| Suisse \| Team Sapura Cycling \| + 0 s \| \| 5e \| Armindo Fonseca \| France \| Fortuneo-Samsic \| + 0 s \| \| 6e \| Andrea Pasqualon \| Italie \| Wanty-Groupe Gobert \| + 0 s \| \| 7e \| Emiel Vermeulen \| Belgique \| Roubaix Lille Métropole \| + 0 s \| \| 8e \| Samuel Dumoulin \| France \| AG2R La Mondiale \| + 0 s \| \| 9e \| Przemysław Kasperkiewicz \| Pologne \| Delko-Marseille Provence-KTM \| + 0 s \| \| 10e \| Jhojan García \| Colombie \| Manzana Postobón \| + 0 s \| |                          |          |                              |                 |
| |                          |          |                              |                 |
| Sources : ProCyclingStats Cycling Archives |                          |          |                              |                 |
| Classement de l'étape |                          |          |                              |                 |
| Coureur | Coureur                  | Pays     | Équipe                       | Temps           |
| 1er | Hugo Hofstetter          | France   | Cofidis, Solutions Crédits   | 3 h 52 min 38 s |
| 2e | Lorrenzo Manzin          | France   | Vital Concept                | + 0 s           |
| 3e | Lilian Calmejane         | France   | Direct Énergie               | + 0 s           |
| 4e | Dylan Page               | Suisse   | Team Sapura Cycling          | + 0 s           |
| 5e | Armindo Fonseca          | France   | Fortuneo-Samsic              | + 0 s           |
| 6e | Andrea Pasqualon         | Italie   | Wanty-Groupe Gobert          | + 0 s           |
| 7e | Emiel Vermeulen          | Belgique | Roubaix Lille Métropole      | + 0 s           |
| 8e | Samuel Dumoulin          | France   | AG2R La Mondiale             | + 0 s           |
| 9e | Przemysław Kasperkiewicz | Pologne  | Delko-Marseille Provence-KTM | + 0 s           |
| 10e | Jhojan García            | Colombie | Manzana Postobón             | + 0 s           |

| \| Classement général \| Classement général \| Classement général \| Classement général \| Classement général \| \| Coureur \| Coureur \| Pays \| Équipe \| Temps \| \| ------------------ \| ------------------------ \| ------------------ \| ---------------------------- \| ------------------ \| \| 1er \| Hugo Hofstetter \| France \| Cofidis, Solutions Crédits \| 3 h 52 min 28 s \| \| 2e \| Lorrenzo Manzin \| France \| Vital Concept \| + 4 s \| \| 3e \| Lilian Calmejane \| France \| Direct Énergie \| + 6 s \| \| 4e \| Dylan Page \| Suisse \| Team Sapura Cycling \| + 10 s \| \| 5e \| Armindo Fonseca \| France \| Fortuneo-Samsic \| + 10 s \| \| 6e \| Andrea Pasqualon \| Italie \| Wanty-Groupe Gobert \| + 10 s \| \| 7e \| Emiel Vermeulen \| Belgique \| Roubaix Lille Métropole \| + 10 s \| \| 8e \| Samuel Dumoulin \| France \| AG2R La Mondiale \| + 10 s \| \| 9e \| Przemysław Kasperkiewicz \| Pologne \| Delko-Marseille Provence-KTM \| + 10 s \| \| 10e \| Jhojan García \| Colombie \| Manzana Postobón \| + 10 s \| |                          |          |                              |                 |
| |                          |          |                              |                 |
| Sources : ProCyclingStats Cycling Archives |                          |          |                              |                 |
| Classement général |                          |          |                              |                 |
| Coureur | Coureur                  | Pays     | Équipe                       | Temps           |
| 1er | Hugo Hofstetter          | France   | Cofidis, Solutions Crédits   | 3 h 52 min 28 s |
| 2e | Lorrenzo Manzin          | France   | Vital Concept                | + 4 s           |
| 3e | Lilian Calmejane         | France   | Direct Énergie               | + 6 s           |
| 4e | Dylan Page               | Suisse   | Team Sapura Cycling          | + 10 s          |
| 5e | Armindo Fonseca          | France   | Fortuneo-Samsic              | + 10 s          |
| 6e | Andrea Pasqualon         | Italie   | Wanty-Groupe Gobert          | + 10 s          |
| 7e | Emiel Vermeulen          | Belgique | Roubaix Lille Métropole      | + 10 s          |
| 8e | Samuel Dumoulin          | France   | AG2R La Mondiale             | + 10 s          |
| 9e | Przemysław Kasperkiewicz | Pologne  | Delko-Marseille Provence-KTM | + 10 s          |
| 10e | Jhojan García            | Colombie | Manzana Postobón             | + 10 s          |

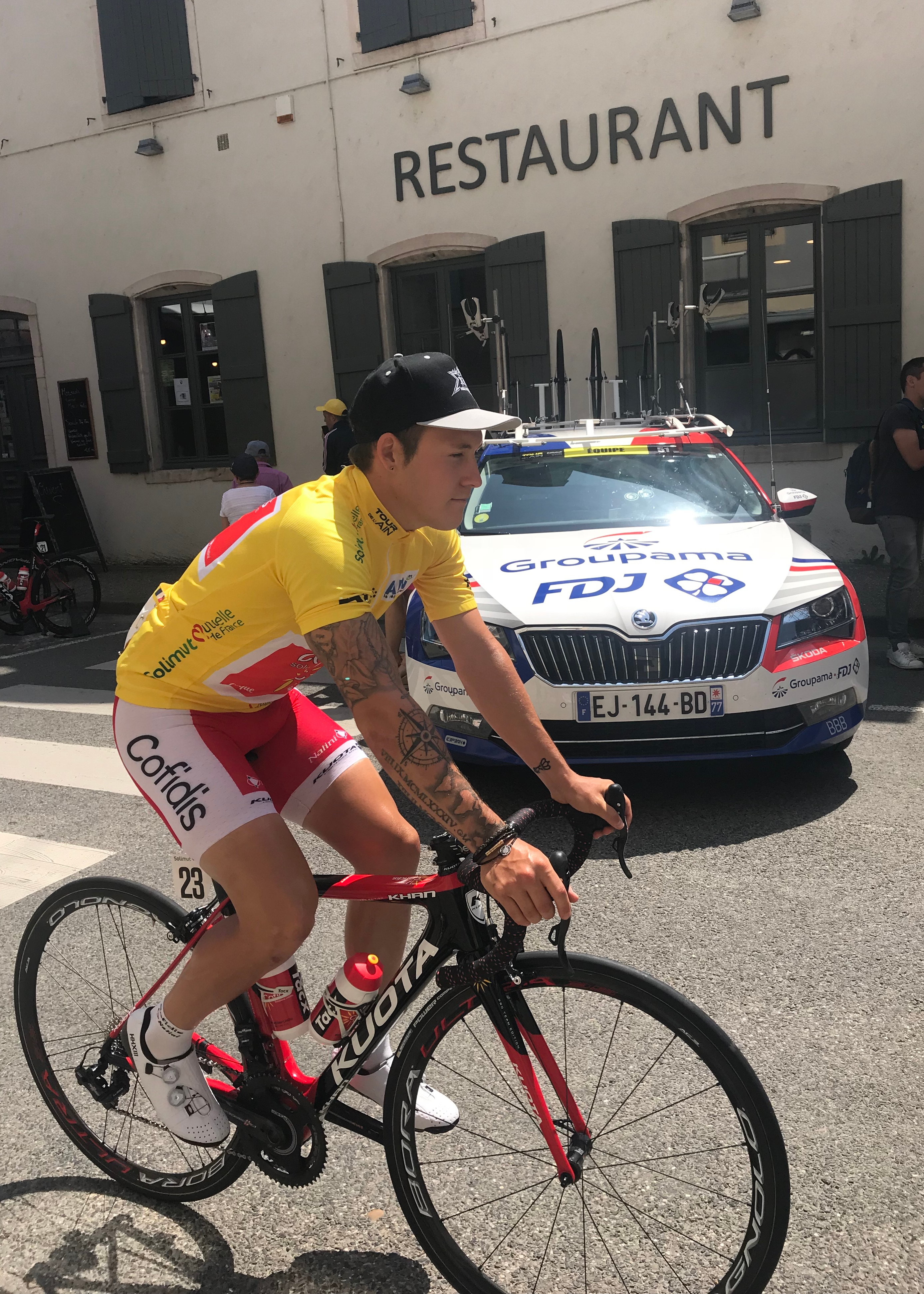
Hugo Hofstetter au lendemain de sa victoire, portant le maillot jaune de leader du classement général.

### 2eétape
| \| Classement de l'étape \| Classement de l'étape \| Classement de l'étape \| Classement de l'étape \| Classement de l'étape \| \| Coureur \| Coureur \| Pays \| Équipe \| Temps \| \| --------------------- \| --------------------- \| --------------------- \| ---------------------------- \| --------------------- \| \| 1er \| Javier Moreno \| Espagne \| Delko-Marseille Provence-KTM \| 3 h 57 min 54 s \| \| 2e \| Arthur Vichot \| France \| Groupama-FDJ \| + 0 s \| \| 3e \| Marc Hirschi \| Suisse \| Development Team Sunweb \| + 3 s \| \| 4e \| Ricardo Vilela \| Portugal \| Manzana Postobón \| + 3 s \| \| 5e \| Nicolas Edet \| France \| Cofidis, Solutions Crédits \| + 3 s \| \| 6e \| Matteo Badilatti \| Suisse \| Suisse \| + 5 s \| \| 7e \| Rein Taaramäe \| Estonie \| Direct Énergie \| + 6 s \| \| 8e \| Nans Peters \| France \| AG2R La Mondiale \| + 55 s \| \| 9e \| Kévin Le Cunff \| France \| Saint Michel-Auber 93 \| + 55 s \| \| 10e \| Andrea Pasqualon \| Italie \| Wanty-Groupe Gobert \| + 1 min 09 s \| |                  |          |                              |                 |
| |                  |          |                              |                 |
| Sources : ProCyclingStats Cycling Archives |                  |          |                              |                 |
| Classement de l'étape |                  |          |                              |                 |
| Coureur | Coureur          | Pays     | Équipe                       | Temps           |
| 1er | Javier Moreno    | Espagne  | Delko-Marseille Provence-KTM | 3 h 57 min 54 s |
| 2e | Arthur Vichot    | France   | Groupama-FDJ                 | + 0 s           |
| 3e | Marc Hirschi     | Suisse   | Development Team Sunweb      | + 3 s           |
| 4e | Ricardo Vilela   | Portugal | Manzana Postobón             | + 3 s           |
| 5e | Nicolas Edet     | France   | Cofidis, Solutions Crédits   | + 3 s           |
| 6e | Matteo Badilatti | Suisse   | Suisse                       | + 5 s           |
| 7e | Rein Taaramäe    | Estonie  | Direct Énergie               | + 6 s           |
| 8e | Nans Peters      | France   | AG2R La Mondiale             | + 55 s          |
| 9e | Kévin Le Cunff   | France   | Saint Michel-Auber 93        | + 55 s          |
| 10e | Andrea Pasqualon | Italie   | Wanty-Groupe Gobert          | + 1 min 09 s    |

| \| Classement général \| Classement général \| Classement général \| Classement général \| Classement général \| \| Coureur \| Coureur \| Pays \| Équipe \| Temps \| \| ------------------ \| ------------------ \| ------------------ \| ---------------------------- \| ------------------ \| \| 1er \| Javier Moreno \| Espagne \| Delko-Marseille Provence-KTM \| 7 h 50 min 22 s \| \| 2e \| Arthur Vichot \| France \| Groupama-FDJ \| + 4 s \| \| 3e \| Marc Hirschi \| Suisse \| Development Team Sunweb \| + 9 s \| \| 4e \| Ricardo Vilela \| Portugal \| Manzana Postobón \| + 13 s \| \| 5e \| Nicolas Edet \| France \| Cofidis, Solutions Crédits \| + 13 s \| \| 6e \| Matteo Badilatti \| Suisse \| Suisse \| + 15 s \| \| 7e \| Rein Taaramäe \| Estonie \| Direct Énergie \| + 16 s \| \| 8e \| Kévin Le Cunff \| France \| Saint Michel-Auber 93 \| + 1 min 05 s \| \| 9e \| Nans Peters \| France \| AG2R La Mondiale \| + 1 min 05 s \| \| 10e \| Lilian Calmejane \| France \| Direct Énergie \| + 1 min 15 s \| |                  |          |                              |                 |
| |                  |          |                              |                 |
| Sources : ProCyclingStats Cycling Archives |                  |          |                              |                 |
| Classement général |                  |          |                              |                 |
| Coureur | Coureur          | Pays     | Équipe                       | Temps           |
| 1er | Javier Moreno    | Espagne  | Delko-Marseille Provence-KTM | 7 h 50 min 22 s |
| 2e | Arthur Vichot    | France   | Groupama-FDJ                 | + 4 s           |
| 3e | Marc Hirschi     | Suisse   | Development Team Sunweb      | + 9 s           |
| 4e | Ricardo Vilela   | Portugal | Manzana Postobón             | + 13 s          |
| 5e | Nicolas Edet     | France   | Cofidis, Solutions Crédits   | + 13 s          |
| 6e | Matteo Badilatti | Suisse   | Suisse                       | + 15 s          |
| 7e | Rein Taaramäe    | Estonie  | Direct Énergie               | + 16 s          |
| 8e | Kévin Le Cunff   | France   | Saint Michel-Auber 93        | + 1 min 05 s    |
| 9e | Nans Peters      | France   | AG2R La Mondiale             | + 1 min 05 s    |
| 10e | Lilian Calmejane | France   | Direct Énergie               | + 1 min 15 s    |

- Vidéo du passage de la 2e étape sur le territoire de Pirajoux.
- Vidéo du peloton au sommet de la Côté de Mérignat.

### 3eétape
| \| Classement de l'étape \| Classement de l'étape \| Classement de l'étape \| Classement de l'étape \| Classement de l'étape \| \| Coureur \| Coureur \| Pays \| Équipe \| Temps \| \| --------------------- \| --------------------- \| --------------------- \| -------------------------- \| --------------------- \| \| 1er \| Arthur Vichot \| France \| Groupama-FDJ \| 3 h 25 min 54 s \| \| 2e \| Nans Peters \| France \| AG2R La Mondiale \| + 0 s \| \| 3e \| Nicolas Edet \| France \| Cofidis, Solutions Crédits \| + 3 s \| \| 4e \| David Gaudu \| France \| Groupama-FDJ \| + 13 s \| \| 5e \| Rein Taaramäe \| Estonie \| Direct Énergie \| + 24 s \| \| 6e \| Mathias Le Turnier \| France \| Cofidis, Solutions Crédits \| + 27 s \| \| 7e \| Tony Gallopin \| France \| AG2R La Mondiale \| + 41 s \| \| 8e \| Marc Hirschi \| Suisse \| Development Team Sunweb \| + 41 s \| \| 9e \| Hugo Houle \| Canada \| Astana \| + 45 s \| \| 10e \| Anthony Perez \| France \| Cofidis, Solutions Crédits \| + 1 min 03 s \| |                    |         |                            |                 |
| |                    |         |                            |                 |
| Sources : ProCyclingStats Cycling Archives |                    |         |                            |                 |
| Classement de l'étape |                    |         |                            |                 |
| Coureur | Coureur            | Pays    | Équipe                     | Temps           |
| 1er | Arthur Vichot      | France  | Groupama-FDJ               | 3 h 25 min 54 s |
| 2e | Nans Peters        | France  | AG2R La Mondiale           | + 0 s           |
| 3e | Nicolas Edet       | France  | Cofidis, Solutions Crédits | + 3 s           |
| 4e | David Gaudu        | France  | Groupama-FDJ               | + 13 s          |
| 5e | Rein Taaramäe      | Estonie | Direct Énergie             | + 24 s          |
| 6e | Mathias Le Turnier | France  | Cofidis, Solutions Crédits | + 27 s          |
| 7e | Tony Gallopin      | France  | AG2R La Mondiale           | + 41 s          |
| 8e | Marc Hirschi       | Suisse  | Development Team Sunweb    | + 41 s          |
| 9e | Hugo Houle         | Canada  | Astana                     | + 45 s          |
| 10e | Anthony Perez      | France  | Cofidis, Solutions Crédits | + 1 min 03 s    |

## Classements finals

### Classement général
| \| Classement général \| Classement général \| Classement général \| Classement général \| Classement général \| \| Coureur \| Coureur \| Pays \| Équipe \| Temps \| \| ------------------ \| ------------------ \| ------------------ \| ---------------------------- \| ------------------ \| \| 1er \| Arthur Vichot \| France \| Groupama-FDJ \| 11 min 16 s \| \| 2e \| Nicolas Edet \| France \| Cofidis, Solutions Crédits \| + 18 s \| \| 3e \| Rein Taaramäe \| Estonie \| Direct Énergie \| + 46 s \| \| 4e \| Marc Hirschi \| Suisse \| Development Team Sunweb \| + 56 s \| \| 5e \| Nans Peters \| France \| AG2R La Mondiale \| + 1 min 05 s \| \| 6e \| Javier Moreno \| Espagne \| Delko-Marseille Provence-KTM \| + 1 min 17 s \| \| 7e \| Matteo Badilatti \| Suisse \| Suisse \| + 1 min 32 s \| \| 8e \| Ricardo Vilela \| Portugal \| Manzana Postobón \| + 1 min 41 s \| \| 9e \| Lilian Calmejane \| France \| Direct Énergie \| + 2 min 26 s \| \| 10e \| Anthony Perez \| France \| Cofidis, Solutions Crédits \| + 2 min 28 s \| |                  |          |                              |              |
| |                  |          |                              |              |
| Sources : ProCyclingStats Cycling Archives |                  |          |                              |              |
| Classement général |                  |          |                              |              |
| Coureur | Coureur          | Pays     | Équipe                       | Temps        |
| 1er | Arthur Vichot    | France   | Groupama-FDJ                 | 11 min 16 s  |
| 2e | Nicolas Edet     | France   | Cofidis, Solutions Crédits   | + 18 s       |
| 3e | Rein Taaramäe    | Estonie  | Direct Énergie               | + 46 s       |
| 4e | Marc Hirschi     | Suisse   | Development Team Sunweb      | + 56 s       |
| 5e | Nans Peters      | France   | AG2R La Mondiale             | + 1 min 05 s |
| 6e | Javier Moreno    | Espagne  | Delko-Marseille Provence-KTM | + 1 min 17 s |
| 7e | Matteo Badilatti | Suisse   | Suisse                       | + 1 min 32 s |
| 8e | Ricardo Vilela   | Portugal | Manzana Postobón             | + 1 min 41 s |
| 9e | Lilian Calmejane | France   | Direct Énergie               | + 2 min 26 s |
| 10e | Anthony Perez    | France   | Cofidis, Solutions Crédits   | + 2 min 28 s |

### Classements annexes
| Classement par points | Classement par points | Classement par points | Classement par points        | Classement par points |
| Coureur               | Coureur               | Pays                  | Équipe                       | Points                |
| --------------------- | --------------------- | --------------------- | ---------------------------- | --------------------- |
| 1er                   | Arthur Vichot         | France                | Groupama-FDJ                 | 52 pts                |
| 2e                    | Nicolas Edet          | France                | Cofidis, Solutions Crédits   | 38 pts                |
| 3e                    | Nans Peters           | France                | AG2R La Mondiale             | 35 pts                |
| 4e                    | Javier Moreno         | Espagne               | Delko-Marseille Provence-KTM | 35 pts                |
| 5e                    | Hugo Hofstetter       | France                | Cofidis, Solutions Crédits   | 29 pts                |
| 6e                    | Marc Hirschi          | Suisse                | Development Team Sunweb      | 25 pts                |
| 7e                    | Lilian Calmejane      | France                | Direct Énergie               | 22 pts                |
| 8e                    | Rein Taaramäe         | Estonie               | Direct Énergie               | 22 pts                |
| 9e                    | Lorrenzo Manzin       | France                | Vital Concept                | 16 pts                |
| 10e                   | Andrea Pasqualon      | Italie                | Wanty-Groupe Gobert          | 13 pts                |

| Classement par points | Classement par points | Classement par points | Classement par points        | Classement par points |
| Coureur               | Coureur               | Pays                  | Équipe                       | Points                |
| --------------------- | --------------------- | --------------------- | ---------------------------- | --------------------- |
| 1er                   | Arthur Vichot         | France                | Groupama-FDJ                 | 52 pts                |
| 2e                    | Nicolas Edet          | France                | Cofidis, Solutions Crédits   | 38 pts                |
| 3e                    | Nans Peters           | France                | AG2R La Mondiale             | 35 pts                |
| 4e                    | Javier Moreno         | Espagne               | Delko-Marseille Provence-KTM | 35 pts                |
| 5e                    | Hugo Hofstetter       | France                | Cofidis, Solutions Crédits   | 29 pts                |
| 6e                    | Marc Hirschi          | Suisse                | Development Team Sunweb      | 25 pts                |
| 7e                    | Lilian Calmejane      | France                | Direct Énergie               | 22 pts                |
| 8e                    | Rein Taaramäe         | Estonie               | Direct Énergie               | 22 pts                |
| 9e                    | Lorrenzo Manzin       | France                | Vital Concept                | 16 pts                |
| 10e                   | Andrea Pasqualon      | Italie                | Wanty-Groupe Gobert          | 13 pts                |

| Classement de la montagne | Classement de la montagne | Classement de la montagne | Classement de la montagne  | Classement de la montagne |
| Coureur                   | Coureur                   | Pays                      | Équipe                     | Points                    |
| ------------------------- | ------------------------- | ------------------------- | -------------------------- | ------------------------- |
| 1er                       | Camille Thominet          | France                    | Saint Michel-Auber 93      | 40 pts                    |
| 2e                        | Thomas Joly               | France                    | Roubaix Lille Métropole    | 35 pts                    |
| 3e                        | Daniel Teklehaimanot      | Érythrée                  | Cofidis, Solutions Crédits | 28 pts                    |
| 4e                        | Arthur Vichot             | France                    | Groupama-FDJ               | 24 pts                    |
| 5e                        | Nicolas Edet              | France                    | Cofidis, Solutions Crédits | 24 pts                    |
| 6e                        | David Gaudu               | France                    | Groupama-FDJ               | 18 pts                    |
| 7e                        | Rein Taaramäe             | Estonie                   | Direct Énergie             | 15 pts                    |
| 8e                        | Nans Peters               | France                    | AG2R La Mondiale           | 14 pts                    |
| 9e                        | Romain Sicard             | France                    | Direct Énergie             | 10 pts                    |
| 10e                       | Hugo Houle                | Canada                    | Astana                     | 10 pts                    |

| Classement de la montagne | Classement de la montagne | Classement de la montagne | Classement de la montagne  | Classement de la montagne |
| Coureur                   | Coureur                   | Pays                      | Équipe                     | Points                    |
| ------------------------- | ------------------------- | ------------------------- | -------------------------- | ------------------------- |
| 1er                       | Camille Thominet          | France                    | Saint Michel-Auber 93      | 40 pts                    |
| 2e                        | Thomas Joly               | France                    | Roubaix Lille Métropole    | 35 pts                    |
| 3e                        | Daniel Teklehaimanot      | Érythrée                  | Cofidis, Solutions Crédits | 28 pts                    |
| 4e                        | Arthur Vichot             | France                    | Groupama-FDJ               | 24 pts                    |
| 5e                        | Nicolas Edet              | France                    | Cofidis, Solutions Crédits | 24 pts                    |
| 6e                        | David Gaudu               | France                    | Groupama-FDJ               | 18 pts                    |
| 7e                        | Rein Taaramäe             | Estonie                   | Direct Énergie             | 15 pts                    |
| 8e                        | Nans Peters               | France                    | AG2R La Mondiale           | 14 pts                    |
| 9e                        | Romain Sicard             | France                    | Direct Énergie             | 10 pts                    |
| 10e                       | Hugo Houle                | Canada                    | Astana                     | 10 pts                    |

| Classement du meilleur jeune | Classement du meilleur jeune | Classement du meilleur jeune | Classement du meilleur jeune | Classement du meilleur jeune |
| Coureur                      | Coureur                      | Pays                         | Équipe                       | Temps                        |
| ---------------------------- | ---------------------------- | ---------------------------- | ---------------------------- | ---------------------------- |
| 1er                          | Marc Hirschi                 | Suisse                       | Development Team Sunweb      | 11 h 17 min 06 s             |
| 2e                           | Michel Ries                  | Luxembourg                   | Polartec-Kometa              | + 1 min 34 s                 |
| 3e                           | David Gaudu                  | France                       | Groupama-FDJ                 | + 2 min 43 s                 |
| 4e                           | Jhojan García                | Colombie                     | Manzana Postobón             | + 2 min 56 s                 |
| 5e                           | Gordian Banzer               | Suisse                       | Akros-Renfer                 | + 9 min 25 s                 |
| 6e                           | Florian Stork                | Allemagne                    | Development Team Sunweb      | + 11 min 39 s                |
| 7e                           | Johannes Adamietz            | Allemagne                    | Allemagne                    | + 12 min 27 s                |
| 8e                           | Kevin Inkelaar               | Pays-Bas                     | Polartec-Kometa              | + 16 min 44 s                |
| 9e                           | Dimitri Bussard              | Suisse                       | Suisse                       | + 20 min 30 s                |
| 10e                          | Justin Paroz                 | Suisse                       | Suisse                       | + 22 min 59 s                |

| Classement du meilleur jeune | Classement du meilleur jeune | Classement du meilleur jeune | Classement du meilleur jeune | Classement du meilleur jeune |
| Coureur                      | Coureur                      | Pays                         | Équipe                       | Temps                        |
| ---------------------------- | ---------------------------- | ---------------------------- | ---------------------------- | ---------------------------- |
| 1er                          | Marc Hirschi                 | Suisse                       | Development Team Sunweb      | 11 h 17 min 06 s             |
| 2e                           | Michel Ries                  | Luxembourg                   | Polartec-Kometa              | + 1 min 34 s                 |
| 3e                           | David Gaudu                  | France                       | Groupama-FDJ                 | + 2 min 43 s                 |
| 4e                           | Jhojan García                | Colombie                     | Manzana Postobón             | + 2 min 56 s                 |
| 5e                           | Gordian Banzer               | Suisse                       | Akros-Renfer                 | + 9 min 25 s                 |
| 6e                           | Florian Stork                | Allemagne                    | Development Team Sunweb      | + 11 min 39 s                |
| 7e                           | Johannes Adamietz            | Allemagne                    | Allemagne                    | + 12 min 27 s                |
| 8e                           | Kevin Inkelaar               | Pays-Bas                     | Polartec-Kometa              | + 16 min 44 s                |
| 9e                           | Dimitri Bussard              | Suisse                       | Suisse                       | + 20 min 30 s                |
| 10e                          | Justin Paroz                 | Suisse                       | Suisse                       | + 22 min 59 s                |

| Classement par équipes | Classement par équipes       | Classement par équipes | Classement par équipes |
| Équipe                 | Équipe                       | Pays                   | Temps                  |
| ---------------------- | ---------------------------- | ---------------------- | ---------------------- |
| 1re                    | Manzana Postobón             | Colombie               | 33 h 57 min 57 s       |
| 2e                     | Cofidis, Solutions Crédits   | France                 | + 2 min 33 s           |
| 3e                     | AG2R La Mondiale             | France                 | + 3 min 53 s           |
| 4e                     | Groupama-FDJ                 | France                 | + 5 min 20 s           |
| 5e                     | Delko-Marseille Provence-KTM | France                 | + 8 min 08 s           |
| 6e                     | Direct Énergie               | France                 | + 8 min 16 s           |
| 7e                     | Fortuneo-Samsic              | France                 | + 11 min 42 s          |
| 8e                     | Suisse                       | Suisse                 | + 12 min 54 s          |
| 9e                     | Saint Michel-Auber 93        | France                 | + 15 min 42 s          |
| 10e                    | Wanty-Groupe Gobert          | Belgique               | + 26 min 59 s          |

| Classement par équipes | Classement par équipes       | Classement par équipes | Classement par équipes |
| Équipe                 | Équipe                       | Pays                   | Temps                  |
| ---------------------- | ---------------------------- | ---------------------- | ---------------------- |
| 1re                    | Manzana Postobón             | Colombie               | 33 h 57 min 57 s       |
| 2e                     | Cofidis, Solutions Crédits   | France                 | + 2 min 33 s           |
| 3e                     | AG2R La Mondiale             | France                 | + 3 min 53 s           |
| 4e                     | Groupama-FDJ                 | France                 | + 5 min 20 s           |
| 5e                     | Delko-Marseille Provence-KTM | France                 | + 8 min 08 s           |
| 6e                     | Direct Énergie               | France                 | + 8 min 16 s           |
| 7e                     | Fortuneo-Samsic              | France                 | + 11 min 42 s          |
| 8e                     | Suisse                       | Suisse                 | + 12 min 54 s          |
| 9e                     | Saint Michel-Auber 93        | France                 | + 15 min 42 s          |
| 10e                    | Wanty-Groupe Gobert          | Belgique               | + 26 min 59 s          |

### Classements UCI
La course attribue le même nombre de points pour l'UCI Europe Tour 2018 et le Classement mondial UCI (pour tous les coureurs).

### Évolution des classements
| Étape              |                           | Vainqueur _     | Classement général | Classement par points | Meilleur grimpeur   | Meilleur jeune | Meilleure équipe    |
| ------------------ | ------------------------- | --------------- | ------------------ | --------------------- | ------------------- | -------------- | ------------------- |
| 1re étape          | étape de plaine           | Hugo Hofstetter | Hugo Hofstetter    | Hugo Hofstetter       | Juan Pablo Villegas | Jhojan García  | Wanty-Groupe Gobert |
| 2e étape           | étape vallonnée           | Javier Moreno   | Javier Moreno      | Javier Moreno         | Camille Thominet    | Marc Hirschi   | Manzana Postobón    |
| 3e étape           | étape de moyenne montagne | Arthur Vichot   | Arthur Vichot      | Arthur Vichot         | Camille Thominet    | Marc Hirschi   | Manzana Postobón    |
| Classements finals | Classements finals        |                 | Arthur Vichot      | Arthur Vichot         | Camille Thominet    | Marc Hirschi   | Manzana Postobón    |

## Liste des participants
| Légende                             | Légende                                                                                                  | Légende                                | Légende                                                                                                  |
| ----------------------------------- | --- | -------------------------------------- | --- |
| Num                                 | Dossard de départ porté par le coureur sur ce Tour de l'Ain                                              | Pos                                    | Position finale au classement général                                                                    |
| Leader du classement général        | Indique le vainqueur du classement général                                                               | Leader du classement par points        | Indique le vainqueur du classement par points                                                            |
| Leader du classement de la montagne | Indique le vainqueur du classement de la montagne                                                        | Leader du classement du meilleur jeune | Indique le vainqueur du classement du meilleur jeune                                                     |
|                                     | Indique un maillot de champion national ou mondial, suivi de sa spécialité                               | #                                      | Indique la meilleure équipe                                                                              |
| NP                                  | Indique un coureur qui n'a pas pris le départ d'une étape, suivi du numéro de l'étape où il s'est retiré | AB                                     | Indique un coureur qui n'a pas terminé une étape, suivi du numéro de l'étape où il s'est retiré          |
| HD                                  | Indique un coureur qui a terminé une étape hors des délais, suivi du numéro de l'étape                   | *                                      | Indique un coureur en lice pour le classement du meilleur jeune (coureurs nés après le 1er janvier 1993) |

| Groupama-FDJ GFC | Groupama-FDJ GFC       | Groupama-FDJ GFC |
| ---------------- | ---------------------- | ---------------- |
| Num              | Coureur                | Pos              |
| 1                | David Gaudu (FRA)      | 13e              |
| 2                | Antoine Duchesne (CAN) | 56e              |
| 3                | Romain Seigle (FRA)    | 48e              |
| 4                | Benjamin Thomas (FRA)  | 57e              |
| 5                | Arthur Vichot (FRA)    | 1er              |
| 6                | Léo Vincent (FRA)      | 32e              |

| Astana AST | Astana AST               | Astana AST |
| ---------- | ------------------------ | ---------- |
| Num        | Coureur                  | Pos        |
| 11         | Zhandos Bizhigitov (KAZ) | 73e        |
| 12         | Daniil Fominykh (KAZ)    | AB-3       |
| 13         | Yevgeniy Gidich (KAZ)    | AB-3       |
| 14         | Hugo Houle (CAN)         | 27e        |
| 15         | Nikita Stalnow (KAZ)     | 49e        |
| 16         | Ruslan Tleubayev (KAZ)   | 74e        |

| Cofidis, Solutions Crédits COF | Cofidis, Solutions Crédits COF | Cofidis, Solutions Crédits COF |
| ------------------------------ | ------------------------------ | ------------------------------ |
| Num                            | Coureur                        | Pos                            |
| 21                             | Guillaume Bonnafond (FRA)      | 47e                            |
| 22                             | Nicolas Edet (FRA)             | 2e                             |
| 23                             | Hugo Hofstetter (FRA)          | 45e                            |
| 24                             | Mathias Le Turnier (FRA)       | 25e                            |
| 25                             | Anthony Perez (FRA)            | 10e                            |
| 26                             | Daniel Teklehaimanot (ERI)     | 43e                            |

| AG2R La Mondiale ALM | AG2R La Mondiale ALM   | AG2R La Mondiale ALM |
| -------------------- | ---------------------- | -------------------- |
| Num                  | Coureur                | Pos                  |
| 31                   | Tony Gallopin (FRA)    | 21e                  |
| 33                   | Clément Chevrier (FRA) | 20e                  |
| 34                   | Samuel Dumoulin (FRA)  | 69e                  |
| 35                   | Julien Duval (FRA)     | AB-2                 |
| 36                   | Nans Peters (FRA)      | 5e                   |

| Polartec-Kometa PLK | Polartec-Kometa PLK            | Polartec-Kometa PLK |
| ------------------- | ------------------------------ | ------------------- |
| Num                 | Coureur                        | Pos                 |
| 41                  | Miguel Ángel Ballesteros (ESP) | AB-3                |
| 42                  | Wilson Peña (COL)              | AB-3                |
| 43                  | Kevin Inkelaar (NED)           | 44e                 |
| 44                  | Michel Ries (LUX)              | 11e                 |
| 45                  | Awet Habtom (ERI)              | AB-3                |
| 46                  | Isaac Cantón (ESP)             | 55e                 |

| Direct Énergie TDE | Direct Énergie TDE     | Direct Énergie TDE |
| ------------------ | ---------------------- | ------------------ |
| Num                | Coureur                | Pos                |
| 51                 | Lilian Calmejane (FRA) | 9e                 |
| 52                 | Axel Journiaux (FRA)   | 78e                |
| 53                 | Fabien Grellier (FRA)  | 42e                |
| 54                 | Bryan Nauleau (FRA)    | 38e                |
| 55                 | Romain Sicard (FRA)    | 41e                |
| 56                 | Rein Taaramäe (EST)    | 3e                 |

| Development Team Sunweb DSU | Development Team Sunweb DSU | Development Team Sunweb DSU |
| --------------------------- | --------------------------- | --------------------------- |
| Num                         | Coureur                     | Pos                         |
| 61                          | Felix Gall (AUT)            | 79e                         |
| 62                          | Leon Heinschke (GER)        | 76e                         |
| 63                          | Marc Hirschi (SUI)          | 4e                          |
| 64                          | Jarno Mobach (NED)          | 60e                         |
| 65                          | Martin Salmon (GER)         | 72e                         |
| 66                          | Florian Stork (GER)         |                             |

| Fortuneo-Samsic FST | Fortuneo-Samsic FST       | Fortuneo-Samsic FST |
| ------------------- | ------------------------- | ------------------- |
| Num                 | Coureur                   | Pos                 |
| 71                  | Brice Feillu (FRA)        | 15e                 |
| 72                  | Armindo Fonseca (FRA)     | 68e                 |
| 73                  | Sindre Lunke (NOR)        | 39e                 |
| 74                  | Jérémy Maison (FRA)       | 12e                 |
| 75                  | Anthony Delaplace (FRA)   | 40e                 |
| 76                  | Pierre-Luc Périchon (FRA) | 71e                 |

| Wanty-Groupe Gobert WGG | Wanty-Groupe Gobert WGG | Wanty-Groupe Gobert WGG |
| ----------------------- | ----------------------- | ----------------------- |
| Num                     | Coureur                 | Pos                     |
| 81                      | Simone Antonini (ITA)   | 50e                     |
| 82                      | Fabien Doubey (FRA)     | AB-2                    |
| 84                      | Yoann Offredo (FRA)     | NP-1                    |
| 85                      | Andrea Pasqualon (ITA)  | 23e                     |
| 86                      | Dion Smith (NZL)        | 26e                     |

| Manzana Postobón MZN | Manzana Postobón MZN      | Manzana Postobón MZN |
| -------------------- | ------------------------- | -------------------- |
| Num                  | Coureur                   | Pos                  |
| 91                   | Fabio Duarte (COL)        | 30e                  |
| 92                   | Hernán Aguirre (COL)      | 31e                  |
| 93                   | Ricardo Vilela (POR)      | 8e                   |
| 94                   | Juan Pablo Villegas (COL) | 53e                  |
| 95                   | Jhojan García (COL)       | 14e                  |
| 96                   | Hernando Bohórquez (COL)  | 22e                  |

| Vital Concept VCC | Vital Concept VCC       | Vital Concept VCC |
| ----------------- | ----------------------- | ----------------- |
| Num               | Coureur                 | Pos               |
| 101               | Johan Le Bon (FRA)      | 63e               |
| 102               | Arnaud Courteille (FRA) | 34e               |
| 103               | Yoann Bagot (FRA)       | 19e               |
| 104               | Lorrenzo Manzin (FRA)   | 64e               |
| 105               | Justin Mottier (FRA)    | AB-3              |
| 106               | Quentin Pacher (FRA)    | 59e               |

| Saint Michel-Auber 93 AUB | Saint Michel-Auber 93 AUB | Saint Michel-Auber 93 AUB |
| ------------------------- | ------------------------- | ------------------------- |
| Num                       | Coureur                   | Pos                       |
| 111                       | Nicolas Baldo (FRA)       | 37e                       |
| 112                       | Kévin Le Cunff (FRA)      | 16e                       |
| 113                       | Romain Feillu (FRA)       | NP-3                      |
| 114                       | Anthony Maldonado (FRA)   | 52e                       |
| 116                       | Camille Thominet (FRA)    | 24e                       |

| Delko-Marseille Provence-KTM DMP | Delko-Marseille Provence-KTM DMP | Delko-Marseille Provence-KTM DMP |
| -------------------------------- | -------------------------------- | -------------------------------- |
| Num                              | Coureur                          | Pos                              |
| 121                              | Joseph Areruya (RWA)             | 77e                              |
| 122                              | Delio Fernández (ESP)            | 33e                              |
| 123                              | Iuri Filosi (ITA)                | 66e                              |
| 124                              | Ángel Madrazo (ESP)              | 17e                              |
| 125                              | Przemysław Kasperkiewicz (POL)   | AB-2                             |
| 126                              | Javier Moreno (ESP)              | 6e                               |

| Roubaix Lille Métropole RLM | Roubaix Lille Métropole RLM | Roubaix Lille Métropole RLM |
| --------------------------- | --------------------------- | --------------------------- |
| Num                         | Coureur                     | Pos                         |
| 131                         | Julien Antomarchi (FRA)     | 62e                         |
| 132                         | Pierre Idjouadiene (FRA)    | 58e                         |
| 134                         | Thomas Joly (FRA)           | 18e                         |
| 135                         | Emiel Vermeulen (BEL)       | NP-2                        |
| 136                         | Jérôme Mainard (FRA)        | 46e                         |

| Allemagne GER | Allemagne GER       | Allemagne GER |
| ------------- | ------------------- | ------------- |
| Num           | Coureur             | Pos           |
| 141           | Johannes Adamietz   | 36e           |
| 142           | Patrick Haller      | 65e           |
| 143           | Sven Reutter        | 67e           |
| 144           | Jan Tschernoster    | AB-3          |
| 145           | Johannes Schinnagel | 61e           |
| 146           | Leon Rohde          | 75e           |

| Suisse SUI | Suisse SUI       | Suisse SUI |
| ---------- | ---------------- | ---------- |
| Num        | Coureur          | Pos        |
| 151        | Matteo Badilatti | 7e         |
| 152        | Roland Thalmann  | 29e        |
| 153        | Dimitri Bussard  | 51e        |
| 154        | Gordian Banzer   | 28e        |
| 155        | Justin Paroz     | 54e        |
| 156        | Dylan Page       | 70e        |

| Groupama-FDJ GFC | Groupama-FDJ GFC       | Groupama-FDJ GFC |
| ---------------- | ---------------------- | ---------------- |
| Num              | Coureur                | Pos              |
| 1                | David Gaudu (FRA)      | 13e              |
| 2                | Antoine Duchesne (CAN) | 56e              |
| 3                | Romain Seigle (FRA)    | 48e              |
| 4                | Benjamin Thomas (FRA)  | 57e              |
| 5                | Arthur Vichot (FRA)    | 1er              |
| 6                | Léo Vincent (FRA)      | 32e              |

| Astana AST | Astana AST               | Astana AST |
| ---------- | ------------------------ | ---------- |
| Num        | Coureur                  | Pos        |
| 11         | Zhandos Bizhigitov (KAZ) | 73e        |
| 12         | Daniil Fominykh (KAZ)    | AB-3       |
| 13         | Yevgeniy Gidich (KAZ)    | AB-3       |
| 14         | Hugo Houle (CAN)         | 27e        |
| 15         | Nikita Stalnow (KAZ)     | 49e        |
| 16         | Ruslan Tleubayev (KAZ)   | 74e        |

| Cofidis, Solutions Crédits COF | Cofidis, Solutions Crédits COF | Cofidis, Solutions Crédits COF |
| ------------------------------ | ------------------------------ | ------------------------------ |
| Num                            | Coureur                        | Pos                            |
| 21                             | Guillaume Bonnafond (FRA)      | 47e                            |
| 22                             | Nicolas Edet (FRA)             | 2e                             |
| 23                             | Hugo Hofstetter (FRA)          | 45e                            |
| 24                             | Mathias Le Turnier (FRA)       | 25e                            |
| 25                             | Anthony Perez (FRA)            | 10e                            |
| 26                             | Daniel Teklehaimanot (ERI)     | 43e                            |

| AG2R La Mondiale ALM | AG2R La Mondiale ALM   | AG2R La Mondiale ALM |
| -------------------- | ---------------------- | -------------------- |
| Num                  | Coureur                | Pos                  |
| 31                   | Tony Gallopin (FRA)    | 21e                  |
| 33                   | Clément Chevrier (FRA) | 20e                  |
| 34                   | Samuel Dumoulin (FRA)  | 69e                  |
| 35                   | Julien Duval (FRA)     | AB-2                 |
| 36                   | Nans Peters (FRA)      | 5e                   |

| Polartec-Kometa PLK | Polartec-Kometa PLK            | Polartec-Kometa PLK |
| ------------------- | ------------------------------ | ------------------- |
| Num                 | Coureur                        | Pos                 |
| 41                  | Miguel Ángel Ballesteros (ESP) | AB-3                |
| 42                  | Wilson Peña (COL)              | AB-3                |
| 43                  | Kevin Inkelaar (NED)           | 44e                 |
| 44                  | Michel Ries (LUX)              | 11e                 |
| 45                  | Awet Habtom (ERI)              | AB-3                |
| 46                  | Isaac Cantón (ESP)             | 55e                 |

| Direct Énergie TDE | Direct Énergie TDE     | Direct Énergie TDE |
| ------------------ | ---------------------- | ------------------ |
| Num                | Coureur                | Pos                |
| 51                 | Lilian Calmejane (FRA) | 9e                 |
| 52                 | Axel Journiaux (FRA)   | 78e                |
| 53                 | Fabien Grellier (FRA)  | 42e                |
| 54                 | Bryan Nauleau (FRA)    | 38e                |
| 55                 | Romain Sicard (FRA)    | 41e                |
| 56                 | Rein Taaramäe (EST)    | 3e                 |

| Development Team Sunweb DSU | Development Team Sunweb DSU | Development Team Sunweb DSU |
| --------------------------- | --------------------------- | --------------------------- |
| Num                         | Coureur                     | Pos                         |
| 61                          | Felix Gall (AUT)            | 79e                         |
| 62                          | Leon Heinschke (GER)        | 76e                         |
| 63                          | Marc Hirschi (SUI)          | 4e                          |
| 64                          | Jarno Mobach (NED)          | 60e                         |
| 65                          | Martin Salmon (GER)         | 72e                         |
| 66                          | Florian Stork (GER)         |                             |

| Fortuneo-Samsic FST | Fortuneo-Samsic FST       | Fortuneo-Samsic FST |
| ------------------- | ------------------------- | ------------------- |
| Num                 | Coureur                   | Pos                 |
| 71                  | Brice Feillu (FRA)        | 15e                 |
| 72                  | Armindo Fonseca (FRA)     | 68e                 |
| 73                  | Sindre Lunke (NOR)        | 39e                 |
| 74                  | Jérémy Maison (FRA)       | 12e                 |
| 75                  | Anthony Delaplace (FRA)   | 40e                 |
| 76                  | Pierre-Luc Périchon (FRA) | 71e                 |

| Wanty-Groupe Gobert WGG | Wanty-Groupe Gobert WGG | Wanty-Groupe Gobert WGG |
| ----------------------- | ----------------------- | ----------------------- |
| Num                     | Coureur                 | Pos                     |
| 81                      | Simone Antonini (ITA)   | 50e                     |
| 82                      | Fabien Doubey (FRA)     | AB-2                    |
| 84                      | Yoann Offredo (FRA)     | NP-1                    |
| 85                      | Andrea Pasqualon (ITA)  | 23e                     |
| 86                      | Dion Smith (NZL)        | 26e                     |

| Manzana Postobón MZN | Manzana Postobón MZN      | Manzana Postobón MZN |
| -------------------- | ------------------------- | -------------------- |
| Num                  | Coureur                   | Pos                  |
| 91                   | Fabio Duarte (COL)        | 30e                  |
| 92                   | Hernán Aguirre (COL)      | 31e                  |
| 93                   | Ricardo Vilela (POR)      | 8e                   |
| 94                   | Juan Pablo Villegas (COL) | 53e                  |
| 95                   | Jhojan García (COL)       | 14e                  |
| 96                   | Hernando Bohórquez (COL)  | 22e                  |

| Vital Concept VCC | Vital Concept VCC       | Vital Concept VCC |
| ----------------- | ----------------------- | ----------------- |
| Num               | Coureur                 | Pos               |
| 101               | Johan Le Bon (FRA)      | 63e               |
| 102               | Arnaud Courteille (FRA) | 34e               |
| 103               | Yoann Bagot (FRA)       | 19e               |
| 104               | Lorrenzo Manzin (FRA)   | 64e               |
| 105               | Justin Mottier (FRA)    | AB-3              |
| 106               | Quentin Pacher (FRA)    | 59e               |

| Saint Michel-Auber 93 AUB | Saint Michel-Auber 93 AUB | Saint Michel-Auber 93 AUB |
| ------------------------- | ------------------------- | ------------------------- |
| Num                       | Coureur                   | Pos                       |
| 111                       | Nicolas Baldo (FRA)       | 37e                       |
| 112                       | Kévin Le Cunff (FRA)      | 16e                       |
| 113                       | Romain Feillu (FRA)       | NP-3                      |
| 114                       | Anthony Maldonado (FRA)   | 52e                       |
| 116                       | Camille Thominet (FRA)    | 24e                       |

| Delko-Marseille Provence-KTM DMP | Delko-Marseille Provence-KTM DMP | Delko-Marseille Provence-KTM DMP |
| -------------------------------- | -------------------------------- | -------------------------------- |
| Num                              | Coureur                          | Pos                              |
| 121                              | Joseph Areruya (RWA)             | 77e                              |
| 122                              | Delio Fernández (ESP)            | 33e                              |
| 123                              | Iuri Filosi (ITA)                | 66e                              |
| 124                              | Ángel Madrazo (ESP)              | 17e                              |
| 125                              | Przemysław Kasperkiewicz (POL)   | AB-2                             |
| 126                              | Javier Moreno (ESP)              | 6e                               |

| Roubaix Lille Métropole RLM | Roubaix Lille Métropole RLM | Roubaix Lille Métropole RLM |
| --------------------------- | --------------------------- | --------------------------- |
| Num                         | Coureur                     | Pos                         |
| 131                         | Julien Antomarchi (FRA)     | 62e                         |
| 132                         | Pierre Idjouadiene (FRA)    | 58e                         |
| 134                         | Thomas Joly (FRA)           | 18e                         |
| 135                         | Emiel Vermeulen (BEL)       | NP-2                        |
| 136                         | Jérôme Mainard (FRA)        | 46e                         |

| Allemagne GER | Allemagne GER       | Allemagne GER |
| ------------- | ------------------- | ------------- |
| Num           | Coureur             | Pos           |
| 141           | Johannes Adamietz   | 36e           |
| 142           | Patrick Haller      | 65e           |
| 143           | Sven Reutter        | 67e           |
| 144           | Jan Tschernoster    | AB-3          |
| 145           | Johannes Schinnagel | 61e           |
| 146           | Leon Rohde          | 75e           |

| Suisse SUI | Suisse SUI       | Suisse SUI |
| ---------- | ---------------- | ---------- |
| Num        | Coureur          | Pos        |
| 151        | Matteo Badilatti | 7e         |
| 152        | Roland Thalmann  | 29e        |
| 153        | Dimitri Bussard  | 51e        |
| 154        | Gordian Banzer   | 28e        |
| 155        | Justin Paroz     | 54e        |
| 156        | Dylan Page       | 70e        |